# One Piece Odyssey
One Piece Odyssey — японская ролевая игра по франшизе One Piece, разработанная студией ILCA и выпущенная Bandai Namco Entertainment в 2023 году для игровых систем PlayStation 4, PlayStation 5, Xbox Series X/S и Windows.

## Игровой процесс
Игровой процесс One Piece Odyssey представляет собой пошаговые бои, в которых игрок управляет Манки Д. Луффи и его командой Пиратов Соломенной Шляпы. Каждый играбельный персонаж обладает уникальными способностями, соответствующими его силам. Эти способности используются для перемещения по игровому миру, сбора предметов и решения головоломок. При столкновении с врагом игра переходит на экран битвы, где действия персонажей контролируются с помощью команд меню.
Сражения происходят в нескольких областях, между которыми игрок может перемещать членов своей команды для получения тактического преимущества над противником. В некоторых битвах присутствует случайный элемент «Драматическая сцена» (Dramatic Scene), который ставит персонажей в неудобные ситуации, обусловленные их индивидуальными чертами характера.
Так, например, Санджи может оказаться неспособным атаковать врагов, будучи окруженным женщинами. Успешное преодоление подобных ситуаций приносит игроку дополнительные награды. Как и в других играх жанра JRPG, члены команды получают очки опыта после каждой битвы и повышают свой уровень при накоплении необходимого количества этих очков.

## Разработка и выход
Проект зародился в 2017 году, когда в Bandai Namco ещё шло производство One Piece: Pirate Warriors 4, при этом аниме-сериал сюжетно дошёл до «арки Пирожного острова». Разработку вела сторонняя студия ILCA, ранее занимавшаяся созданием Pokémon Brilliant Diamond и Shining Pearl, при участии компаний Shueisha и Toei Animation.
В 2019 году в проект был вовлечён автор оригинальной манги Эйитиро Ода, он создал образы двух уникальных персонажей, Лим и Адио, а также выполнил концепт-арты некоторых противников.
Музыку написал композитор Мотои Сакураба, известный по сериям Tales и Dark Souls. Он отмечал, что сложнее всего ему далось сочинение главной темы игры, на создание простой и запоминающейся мелодии ушло очень много времени. По словам Сакурабы, во время работы постоянно возникало чувство путешествия по разным местам, поэтому саундтрек получился весьма разнообразным в плане жанров, сочетающим этническую музыку с симфонической.
О существовании игры под заголовком One Piece Odyssey впервые стало известно 17 июня 2021 года, когда Bandai Namco зарегистрировала в Японии соответствующий товарный знак. Официальный анонс состоялся 28 марта 2022 года в рамках празднования 25-летнего юбилея франшизы.
Игра вышла 13 января 2023 года одновременно на всех языках, в том числе на русском, для PlayStation 4, PlayStation 5, Xbox Series X/S и Windows (через Steam).

## Отзывы критиков
| Сводный рейтинг       | Сводный рейтинг                        |
| Агрегатор             | Оценка                                 |
| --------------------- | -------------------------------------- |
| Metacritic            | (PS5) 74/100 (PC) 77/100 (XBSX) 78/100 |
| OpenCritic            | 75/100                                 |
| Иноязычные издания    |                                        |
| Издание               | Оценка                                 |
| Jeuxvideo.com         | 14/20                                  |
| Push Square           | [ 11 ]                                 |
| Русскоязычные издания |                                        |
| Издание               | Оценка                                 |
| StopGame.ru           | «Проходняк»                            |

One Piece Odyssey получила смешанные отзывы для PlayStation 5, и положительные для PC и Xbox Series X/S, согласно агрегатору рецензий Metacritic.
Критик Лиам Крофт с сайта PushSquare высоко оценил новую боевую систему, «классные» варианты исследований и действительно «приятную» и «свежую» игру в жанре JRPG. Оставшись недовольным лишь проблемами перевода игры и некоторыми «целями» в заданиях.
Jeuxvideo.com высоко оценили «красивое» погружение во вселенную One Piece, боевые анимации, звук и систему прокачки.